# The Woman in White (film, 1948)
Pour les articles homonymes, voir The Woman in White.
Pour plus de détails, voir Fiche technique et Distribution.
The Woman in White est un film américain réalisé par Peter Godfrey, sorti en 1948.

## Fiche technique
- Titre : The Woman in White
- Réalisation : Peter Godfrey
- Scénario : Stephen Morehouse Avery d'après le roman La Femme en blanc de Wilkie Collins
- Photographie : Carl E. Guthrie
- Montage : Clarence Kolster
- Musique : Max Steiner
- Société de production : Warner Bros.
- Pays d'origine : États-Unis
- Format : Noir et blanc - 1,37:1
- Genre : policier
- Date de sortie : 1948

## Distribution
- Alexis Smith : Marian Halcombe
- Eleanor Parker : Laura Fairlie / Ann Catherick
- Sydney Greenstreet : Comte Alessandro Fosco
- Gig Young : Walter Hartright
- Agnes Moorehead : Comtesse Fosco
- John Abbott : Frederick Fairlie
- John Emery : Sir Percival Glyde
- Curt Bois : Louis
- Emma Dunn : Mrs Vesey
- Matthew Boulton : Dr Nevin
- Anita Sharp-Bolster : Mrs Todd
- Clifford Brooke : Jepson
- Barry Bernard : Dimmock
- Creighton Hale (non crédité)
- Fred Kelsey (non crédité)
- Crauford Kent (non crédité)
- Edgar Norton (non crédité)
- Frederick Worlock (non crédité)